# Contea di Hejiang
La contea di Hejiang (合江县S, Héjiāng XiànP) è una contea della Cina, situata nella provincia di Sichuan e amministrata dalla prefettura di Luzhou.